# Hippolyte Taine

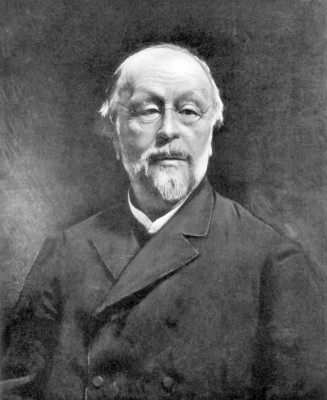
Hippolyte Taine, foto Léon Bonnat

Hippolyte Adolphe Taine (Vouziers, 21 april 1828 – Parijs, 5 maart 1893) was een Frans filosoof, historicus, schrijver en criticus.

## Leven en werk
Taine werd geboren in een lakenmakersfamilie in de Ardennen. Hij was een uitmuntend student, maar kreeg zijn diploma literatuur en filosofie niet toegekend vanwege “al te geavanceerde opvattingen”. Hij werd leraar, ging schrijven voor vooraanstaande bladen, volgde verder studies positieve wetenschappen in Parijs en promoveerde uiteindelijk toch op de fabelschrijver Jean de La Fontaine. In 1866 werd hij hoogleraar kunstgeschiedenis aan de École nationale supérieure des beaux-arts en vanaf 1871 aan de Universiteit van Oxford. Vanaf 1878 was hij ook lid van de Académie française.
Samen met Ernest Renan bepaalde Taine in belangrijke mate het geestelijk klimaat van Frankrijk in de tweede helft van de 19e eeuw (de Encyclopædia Britannica uit 1911 stelt dat “de toon" van het werk van Émile Zola en Guy de Maupassant direct terug te voeren is op het werk van Taine). Als wetenschappelijk humanist koesterde hij bewondering voor de natuurwetenschappen en samen met Pierre Janet was hij een van de promotors van de natuurwetenschappelijke psychologie. Taine werd sterk beïnvloed door Auguste Comte en Herbert Spencer en bepleitte streng deterministische, positivistische wetenschappelijke werkwijzen. De nadruk werd gelegd op het experiment, ook in de menswetenschappen.
Dit positivistische denken paste Taine ook toe op de literatuurwetenschappen. Zijn methode bestond erin de voorwaarden te onderzoeken die het voor een schrijver mogelijk maken een werk tot stand te brengen (ras, milieu en ogenblik). Door de literatuurwetenschappen te ontdoen van esthetische en morele aspecten en teksten te onderzoeken op basis van wetenschappelijke methoden, verrichtte Taine baanbrekend werk in de literatuurgeschiedenis, die zich tot dan beperkte tot beoordelingen en beschrijvingen. Aan het einde van de 19e eeuw werd Taines leer door veel critici gehekeld vanwege zijn dogmatisme, schrijvers als Anatole France en Charles Péguy braken weer een lans voor het subjectivisme, maar in de 20e eeuw werden zijn opvattingen weer in ere hersteld via het Russisch formalisme (Viktor Sjklovski, Roman Jakobson), van waaruit het verder werd ontwikkeld, met nieuwe instrumenten.
Taine schreef ook enkele literaire beschouwingen, reisaantekeningen en brieven.

## Bibliografie

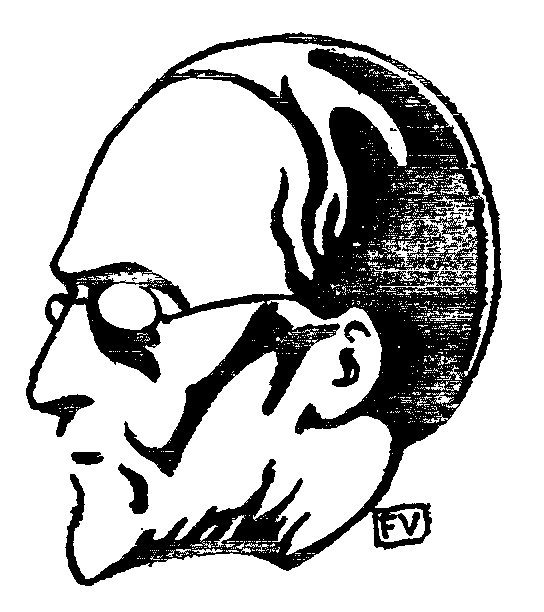
Hippolyte Taine, door Félix Vallotton, 1897.